# تاریخ نظامی فرانسه
تاریخ نظامی فرانسه دربر گیرنده جنگ و ستیزهای دراز از دوهزار سال پیش تاکنون در فرانسه امروزی، اروپا و سرزمینهای متصرفه اروپاییان در آن سوی دریاهاست.بسیاری از رویدادهای تاریخی و درگیریهای نظامی فرانسویان با اروپا و جهان پیوند خورده است و یافته‌های نظامی چندی هم از این جنگ‌ها برخاسته است.
زد و خورد میان گلها و روم از ۴۰۰ (پیش از میلاد) تا سال ۵۰ (پیش از میلاد) که ژولیوس سزار بر سرزمین گل چیره گشت دنباله داشت.با آغاز ناتوانی امپراتوری روم، قبیله‌های ژرمن که ما آنان را امروز به نام فرانک‌ها می‌شناسیم بر این سرزمین دست یافتند.نام کنونی فرانسه از فرانسیا یا سرزمین فرانکها که اینان بر سرزمین تازه خویش داده بودند سرچشمه گرفته است. این سرزمین با فرمانروایی کلوویس یکم و شارلمانی گسترده و پرتوان شد.
در سده‌های میانه همچشمی میان پادشاهی انگلستان و پادشاهی فرانسه به جنگ صد ساله میان این دو کشور انجامید.با گذر از سده‌های میانه و کم شدن مرکزگرایی امپراتوری مقدس روم، کشور فرانسویان به نیرومندترین ملت آن زمان اروپا بدل شدند. جنگ‌های مذهبی در پایان سده شانزدهم فرانسه را فلج نمود ولی پیروزی بر اسپانیا با یاری سوئد در جنگهای سی‌ساله فرانسه را نیرومندترین کشور قاره اروپا نمود. جنگ‌های لوئی چهاردهم در سده‌های هفدهم و هجدهم اگرچه خاک فرانسه را بسیار گسترده نمود ولی سبب ورشکستگی آن شد.

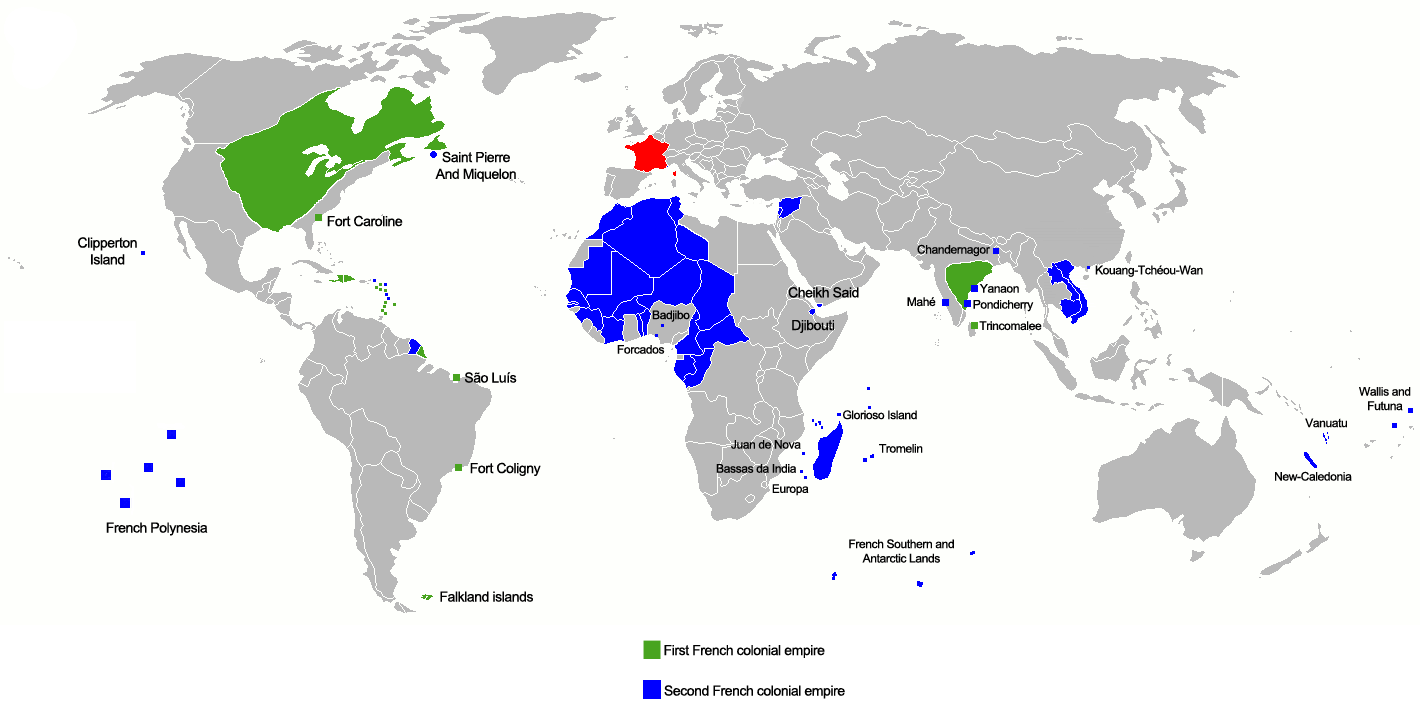
نقشه مستعمره‌های فرانسه؛ آبی کمرنگ نشان‌دهنده نخستین مستعمره‌ها و آبی تیره و هاشورخورده نشان دهنده مستعمره‌های پسین این کشور است.

در سده هجدهم فرانسه و انگلستان رو به هم‌آوری گسترده‌ای در جهان آوردند که سرانجامش از دست دادن مستعمره‌های فرانسه در آمریکای شمالی و هندوستان گردید، ولی به تلافی این ناکامی فرانسویان در جنگهای استقلال به آمریکایی‌ها یاری رساندند تا بتوانند انگلیسی‌ها را شکست داده و مستقل شوند.پس از آن تغییر سیاست درونی فرانسه به جنگهای بیست‌و‌سه ساله انقلاب فرانسه و جنگهای ناپلئون بناپارت انجامید. با گذشت این زمان فرانسه به نیروی بسیاری رسید چنانکه در ۱۸۱۵توانست مرزهای خویش را به وضع پیشین بازگرداند.سال‌های پایانی سده نوزدهم شاهد گسترش مستعمره‌های فرانسه و جنگ این کشور با اتریش، روسیه و پروس بود. هم‌آوری میان فرانسه و پروس و در آینده فرانسه و آلمان تا جنگ جهانی یکم به درازا کشید. با پایان این جنگ آمریکا، بریتانیا و فرانسه از آن پیروز بیرون آمدند.
فشارهایی که پیمان ورسای بر آلمانی‌ها می‌آورد به جنگ دوم جهانی انجامید؛ در این جنگ فرانسه به دست آلمانها افتاد ولی سرانجام آلمان شکست خورد و فرانسه آزاد گشت. این دو جنگ به همچشمی آلمان و فرانسه پایان داد و راه را برای پیوستگی و همبستگی میان اروپاییان باز نمود.
امروزه ارتش فرانسه یا در مستعمره‌های پیشین این کشور به میانجیگری می‌پردازد یا زیر پرچم ناتو در نقطه‌های بحرانی جهان به خدمت می‌پردازد.